# Первому игроку приготовиться (фильм)
«Пе́рвому игроку́ пригото́виться» (англ. Ready Player One) — американский полнометражный научно-фантастический боевик 2018 года, основанный на одноимённом романе Эрнеста Клайна. Сопродюсером и режиссёром фильма выступил Стивен Спилберг, авторами сценария — Клайн и Зак Пенн. Главные роли исполнили Тай Шеридан, Оливия Кук, Бен Мендельсон, Лина Уэйт, Ти Джей Миллер, Саймон Пегг и Марк Райлэнс. Действие фильма происходит в 2045 году, когда большая часть человечества пытается сбежать от реальности, погружаясь в виртуальную вселенную под названием ОАЗИС. Подросток-сирота и его друзья участвуют в игровом состязании за право владеть ОАЗИСом и ищут подсказки, чтобы победить прежде, чем это сделает корпорация зла.
Разработка проекта началась в 2010 году, когда компания Warner Bros. приобрела права на экранизацию ещё не опубликованного на тот момент романа. В июле 2015 года Спилберг стал режиссёром и продюсером фильма, а в сентябре 2015 года стали присоединяться актёры. Съёмки прошли с июня по сентябрь 2016 года. За графику отвечали студии Industrial Light & Magic, Digital Domain и Territory Studio, а предварительной визуализацией занималась The Third Floor, Inc.. Как и в первоисточнике, в фильме фигурирует множество отсылок к известным поп-культурным проектам, таким как «Назад в будущее», «Стальной гигант», «Сияние» и «Годзилла».
Мировая премьера «Первому игроку приготовиться» состоялась 11 марта 2018 года на кинофестивале South by Southwest в Остине (штат Техас), а 29 марта Warner Bros. Pictures выпустила фильм в американский прокат. Проект был высоко оценён критиками за режиссуру Спилберга, визуальные эффекты, повествование и актёрскую игру Шеридана и Райлэнса. Картина также преуспела в мировом прокате, собрав $ 607 млн при бюджете в $ 155—175 млн, и была удостоена номинаций на премии «Оскар», «Выбор критиков» и BAFTA за лучшие визуальные эффекты. «Первому игроку приготовиться» получил премию «Сатурн» в категории «Лучший научно-фантастический фильм» и две премии Общества специалистов по визуальным эффектам. Продолжение находится в разработке.

## Сюжет
Действие происходит в 2045 году. Люди, живущие в перенаселённых грязных городах, пытаются сбежать от реальности в компьютерной игре ОАЗИС (Онтологический антропоцентрический зрительно-иммерсивный симулятор), симуляции, погружающей игроков в увлекательный виртуальный мир. ОАЗИС создан Джеймсом Холлидеем и Огденом Морроу из компании Gregarious Games. После смерти Холлидея его внутриигровой аватар Анорак объявляет о начале соревнования, победитель которого, найдя золотое пасхальное яйцо, получит право владеть ОАЗИСом. Яйцо спрятано за воротами, которые можно открыть тремя ключами, выдающимися игрокам за выполнение трёх квестов. Соревнование привлекает внимание множества «пасхантеров», охотников за пасхалками, и главы компании Innovative Online Industries (IOI) Нолана Сорренто, желающего контролировать ОАЗИС путём размещения в игре навязчивых рекламных баннеров. Для поисков яйца IOI использует наёмных рабочих, именуемых «шестёрками».
Парсифаль, аватар заядлого пасхантера, подростка-сироты Уэйда Уоттса, вместе со своим лучшим другом Эйчем и женским аватаром Артемидой, в которую Парсифаль влюблён, принимает участие в первом квесте, гонке на выживание. Парсифаль часто посещает Альманах Холлидея, виртуальную хронику жизни и увлечений Холлидея, которой заведует Куратор. С помощью езды задним ходом Уэйд побеждает в гонке и получает от Анорака медный ключ; его примеру следуют Артемида, Эйч и его друзья Дайто и Сё. Оказавшись в числе лидеров на табло ОАЗИСа, они образуют «Великолепную пятёрку».
Сорренто поручает наёмнику с ником я-КрYт узнать настоящую личность Уэйда, намереваясь подкупить его, чтобы тот помог IOI победить. В Альманахе Уэйд и Артемида узнают, что у Холлидея однажды было свидание с Карен «Кирой» Андервуд, будущей женой Морроу. Уэйд и Артемида отправляются в ночной клуб «Сумасшедший шар», чтобы найти там подсказки. Там Уэйд признаётся Артемиде в любви и называет ей своё настоящее имя. Пережив нападение IOI, Артемида рассказывает Уэйду, как её отец умер из-за долгов перед IOI, и бросает его. Я-КрYт, подслушивавший их разговор, рассказывает Сорренто о том, что он выяснил. Сорренто связывается с Уэйдом и предлагает сотрудничество, но получает отказ. За это Сорренто взрывает дом Уэйда, убивая нескольких людей, в том числе тётю Уэйда Элис и её парня Рика.
Уэйд встречает Саманту Кук, девушку, играющую за Артемиду. Вместе они понимают, что второй квест связан с сожалением Холлидея о том, что он не начал отношения с Кирой. Парсифаль и Артемида вместе с Эйчем, Дайто и Сё отправляются в отель «Оверлук». Артемида приглашает Киру на танец и получает нефритовый ключ. Помощница Сорренто Финали Зандор берёт штурмом убежище пасхантеров и захватывает Саманту, заставляя её отрабатывать долги отца. Уэйду удаётся сбежать с помощью других членов «Пятёрки»: Хелен Харрис (Эйч), Тосиро (Дайто) и Чжоу (Сё). После того как Эйч и Парсифаль взламывают оборудование Сорренто для входа в ОАЗИС, Саманта сбегает из заключения. Параллельно Эйч записывает признание Сорренто в том, что взрыв устроил он.
Третий квест находится в Замке Анорака на планете Дум, где для получения хрустального ключа надо отгадать любимую игру Холлидея для консоли Atari 2600. Я-КрYт использует шар Озувокса для создания силового поля вокруг замка, но Артемида его деактивирует. «Пятёрка» ведёт армию игроков со всего ОАЗИСа в бой против солдат IOI за последнюю пасхалку. Из центра IOI Артемида помогает «Пятёрке» и говорит Уэйду название последней игры. Сорренто замечает это и пытается найти её в реальном мире, но Парсифаль убивает аватара девушки, после чего она сбегает, а «Пятёрка» находит её в реальном мире. После боя с Парсифалем в ОАЗИСе Сорренто активирует Катаклизатор, который уничтожает всех аватаров на планете Дум, включая его самого. Однако Парсифаль возрождается благодаря дополнительной жизни, полученной ранее от Куратора. Играя в Adventure, он находит пасхальное яйцо от Уоррена Робинетта и получает хрустальный ключ. С помощью всех трёх ключей он открывает дверь в сокровищницу, где Анорак предлагает ему подписать контракт на владение ОАЗИСом. Парсифаль отказывается, поскольку понимает, что это аллюзия на случай, когда Холлидей заставил Морроу уйти из Gregarious. Анорак превращается в Холлидея, вручает Парсифалю пасхальное яйцо и представляет кнопку отключения игры на случай, если тот когда-либо захочет это сделать.
Сорренто и Финали арестовывают за взрыв. В то же время появляется Морроу, который оказывается Куратором. Уэйд решает управлять ОАЗИСом вместе с «Великолепной пятёркой», предлагая Морроу стать их консультантом. Долговые центры IOI закрываются, «Пятёрка» решает отключать ОАЗИС по вторникам и четвергам, чтобы люди проводили больше времени в реальном мире, а Уэйд и Саманта начинают отношения.

## Актёрский состав
- Тай Шеридан — Уэйд Уоттс / Парсифаль[12]
- Оливия Кук — Саманта Кук / Артемида[13]
- Бен Мендельсон — Нолан Сорренто / IOI-655321[14]
- Лина Уэйт — Хелен Харрис / Эйч[15]
- Ти Джей Миллер — я-КрYт (озвучка и захват движения)[16]
- Саймон Пегг — Огден «Ог» Морроу / Куратор[17]
- Марк Райлэнс — Джеймс Холлидей / Анорак Всеведущий[18]
- Филип Чжао — Чжоу / Сё[19]
- Уин Морисаки — Тосиро Ёсиаки / Дайто[20]
- Ханна Джон-Кеймен — Финали Зандор[21]
- Сьюзан Линч — Элис[22]
- Ральф Айнесон — Рик[23]
- Пердита Уикс[англ.] — Карен «Кира» Андервуд[24]
- Тёрло Конвери[англ.] — эксперт из отдела оологии IOI

Кроме того, в фильме снимались Лулу Уилсон, Летиша Райт, Маккенна Грейс и Джейн Дуглас. Райт сыграла члена сопротивления, которого можно заметить в убежище Саманты, Грейс и Уилсон — школьниц, смотрящих завещание Холлидея в ОАЗИСе, а Дуглас — «шестёрку».

## Производство

### Разработка и подбор актёров

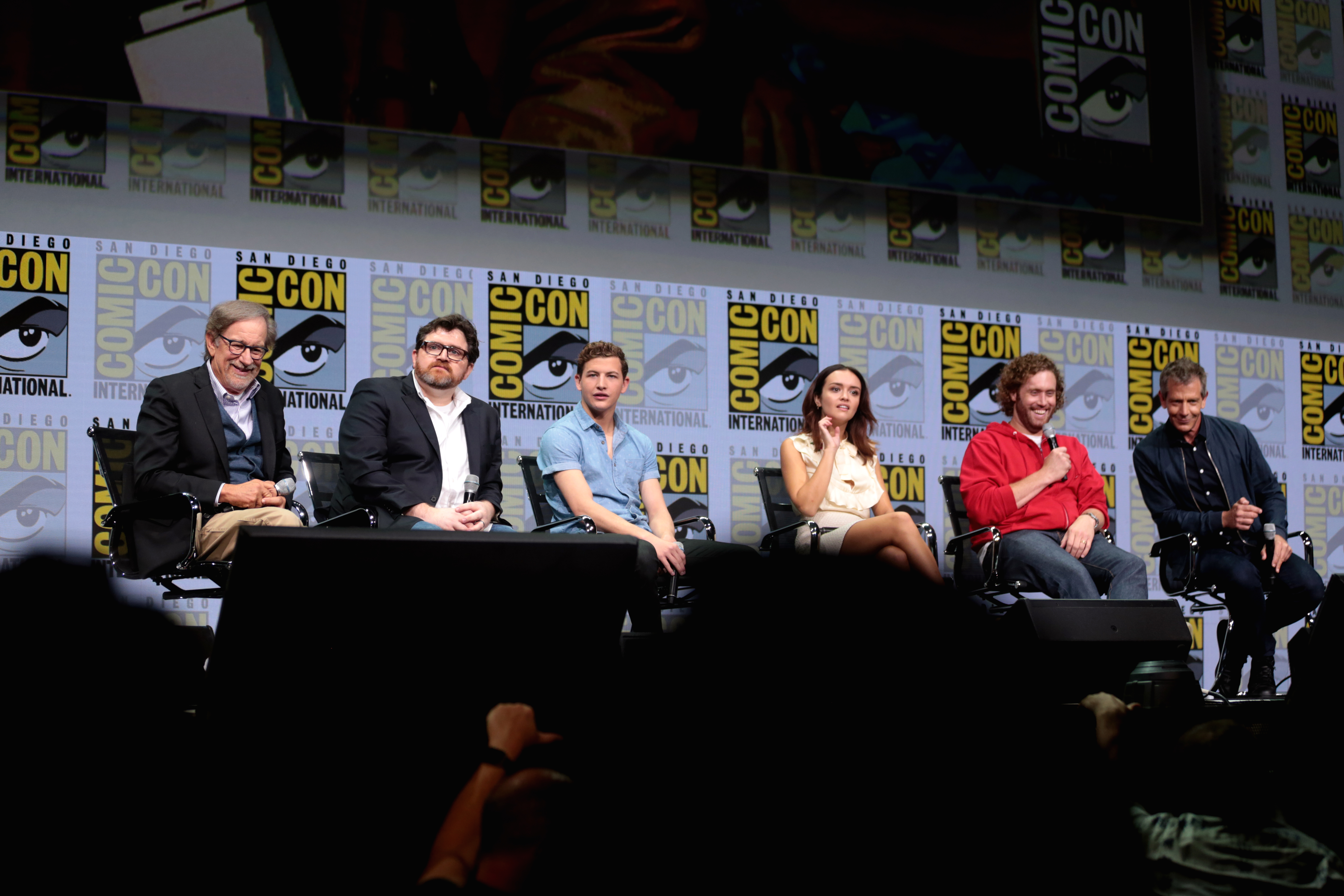
Режиссёр Стивен Спилберг (крайний слева) и Эрнест Клайн с актёрским составом фильма на Комик-коне в Сан-Диего. Слева направо, начиная с третьего человека: Тай Шеридан, Оливия Кук, Ти Джей Миллер и Бен Мендельсон

«Первому игроку приготовиться» — дебютный роман Эрнеста Клайна, ранее отметившегося как сценарист фильма «Фанаты». В июне 2010 года Клайн подписал с издательством Random House договор на шестизначную сумму о выпуске книги в Северной Америке; будучи в процессе переговоров, он разослал рукопись нескольким крупным киностудиям. В день заключения сделки автора с издательством состоялся аукцион, целью которого была продажа прав на экранизацию. Аукцион выиграла компания Warner Bros., обойдя Paramount Pictures и 20th Century Fox. Покупателей привлекли идея создания виртуального мира и близкий целевой аудитории главный герой. Клайн должен был написать сценарий фильма, а Дональд Де Лайн и Дэн Фара — спродюсировать его. Эрик Исон переписал сценарий Клайна, а Зака Пенна наняли, чтобы тот переписал прошлые черновики Клайна и Исона (в титрах не указан). Вскоре к производству присоединилась компания Village Roadshow Pictures. Warner Bros. хотела, чтобы Кристофер Нолан снял проект после того, как закончит работу над фильмом «Интерстеллар» (2014), но тот отказался. Вскоре студия составила шорт-лист потенциальных режиссёров, среди которых были Роберт Земекис, Эдгар Райт, Мэттью Вон и Питер Джексон. Предложение также поступало Джошу Транку, который дважды отказывался. В конце концов Стивен Спилберг подписал контракт о режиссуре и продюсировании ленты; Кристи Макоско Кригер также стала продюсером наряду с Де Лайном и Фарой. Адаптируя роман для киноэкранов, Клайн и Пенн внесли несколько правок. Большинство из них касалось тех сцен, которые в визуальном формате были бы неинтересны: так, под нож попали моменты, когда Уэйд ставит новый рекорд в игре Pac-Man и повторяет все цитаты из фильма «Военные игры». В 2016 году американский музыкант Моби рассказал о том, что тоже хотел экранизировать книгу, пока не узнал, что этим уже занимается Спилберг.
Основными претендентами на роль Артемиды стали Эль Фэннинг, Оливия Кук и Лола Кёрк; Кук получила роль в сентябре 2015 года. В январе 2016 года к актёрскому составу присоединился Бен Мендельсон. В феврале Тай Шеридан получил роль Уэйда. Также на неё пробовался Барри Кеоган. В марте свою роль получил Саймон Пегг, а в апреле — Марк Райлэнс. К июню актёрский состав пополнили Ти Джей Миллер, Ханна Джон-Кеймен и Уин Морисаки. В июле свою роль получил Филип Чжао. Незадолго до премьеры фильма появилась информация, что в нём также снялись Лина Уэйт, Ральф Айнесон, Маккенна Грейс и Летиша Райт.
В октябре 2019 года режиссёр фильма «Доктор Сон» Майк Флэнаган рассказал о том, что в картине должен был появиться Джек Николсон, сыгравший Джека Торранса в фильме «Сияние», но тот отказался, поскольку уже вышел на пенсию.

### Съёмки
Производство должно было начаться в июле 2016 года, однако 1 июля Пенн заявил, что первая неделя съёмок уже прошла; таким образом, съёмки начались 24 июня 2016 года. В августе и сентябре съёмки прошли в Бирмингеме (Англия), который стал в фильме Колумбусом (штат Огайо). Некоторые сцены снимались на Ливери-стрит в районе Джуэлри-картер. В автопарке Ладгейт-хилл на Лайонел-стрит было построено несколько домов из трейлеров, а после устроенного там взрыва, который был в фильме, местные жители вызвали спецслужбы, поскольку съёмочная группа ни о чём их не предупредила. Кроме того, сцены снимались в бывшем промышленном районе Дигбет, а с помощью компьютерной графики некоторые городские достопримечательности были удалены из кадра и заменены на здания антиутопичного Огайо будущего. За пределами Бирмингема съёмки проходили на площадке Warner Bros. Studios в Ливсдене и в здании Solaris House, бывшей штаб-квартире компании Sun Microsystems в Суррее. 27 сентября 2016 года съёмки фильма завершились.

### Визуальные эффекты
За графику отвечали студии Industrial Light & Magic (ILM), Digital Domain и Territory Studio, а предварительной визуализацией занималась The Third Floor, Inc.. Дизайн персонажей Артемида, я-КрYт и Эйч создал концепт-художник из Таджикистана Джама Джурабаев. Прообразом Артемиды послужила его жена Полина Забродская. Спилберг встречался с представителями ILM, создававшими сегменты ОАЗИСа и ответственными за 900 кадров с визуальными эффектами; по словам Спилберга, проводившего по три трёхчасовых совещания с художниками каждую неделю, «это самый сложный фильм в моей карьере со времён „Спасти рядового Райана“». Супервайзер визуальных эффектов Роджер Гайетт так прокомментировал работу со Спилбергом и сценаристами Клайном и Пенном:
В какой-то момент мы составили карточки для каждого персонажа, которого считали «героем» фильма, вывесили их на доске, а потом вместе со Стивеном и остальными в течение нескольких часов распределяли их по сценам. Мы говорили: «Вот здесь у нас будет… Бэтмен, Чунь Ли, неважно кто». И так мы прошли через весь фильм. В процессе разработки пришло понимание того, сколько персонажей нам нужно.
Часть фильма происходит в виртуальном пространстве, основанном на отеле «Оверлук» из фильма Стэнли Кубрика «Сияние» (1980). По большей части оно было воссоздано путём преобразования картинки фильма с помощью высококачественного телекинопроектора, что позволило снять новые кадры, которых в оригинале не было. ILM также использовала и улучшила некоторые кадры из «Сияния». Лишь в некоторых отрывках (например, в моменте появления близняшек Грейди) требовалось участие реальных актёров и воссоздание оригинальных декораций. Сцена в «Сиянии» подверглась постобработке с целью стилизовать новые кадры под оригинал путём добавления зернистости и прочих эффектов старения. Художники воссоздали отель «Оверлук» в цифровом пространстве, пользуясь набросками Кубрика.
В «Первому игроку приготовиться» ILM, помимо прочего, отвечала за создание цифровых версий многих культурных отсылок, среди которых машина времени DeLorean из фильмов серии «Назад в будущее», Стальной гигант, Чаки и Кинг-Конг, созданный по образу и подобию версии из фильма 1933 года. ILM также использовала базовую модель тираннозавра Рекси, изначально разработанную для фильма «Парк юрского периода». Digital Domain занималась предварительной визуализацией (наряду с The Third Floor, Inc.), захватом движения, виртуальными фонами и — в основном для сцен с живыми актёрами — почти 300 кадрами с визуальными эффектами. Виртуальные фоны поддерживались игровыми движками и использовались вкупе с технологией захвата движения, а Спилберг, по словам супервайзера по предварительной визуализации Скотта Медоуза, «надевал шлем, обходил площадки и вносил свои коррективы».

## Музыкальное сопровождение
9 июня 2016 года появилась информация о том, что музыку к фильму напишет Джон Уильямс. Однако в июле 2017 года Уильямс покинул проект ради работы над другим фильмом Спилберга, «Секретное досье», а его место занял Алан Сильвестри. 30 марта 2018 года лейбл WaterTower Music выпустил саундтрек на двух CD-дисках, а после — на виниловых пластинках и кассетах. По просьбе Спилберга Сильвестри сделал в саундтреке отсылки к своей же музыке из ленты «Назад в будущее», а также сослался на произведения других композиторов: на тему Макса Стайнера из фильма «Кинг-Конг», композицию Акиры Ифукубэ «Godzilla (Main Theme)» из фильма «Годзилла», а также на музыку к «Сиянию» за авторством Венди Карлос и Рэйчел Элкинд.

## Поп-культурные отсылки

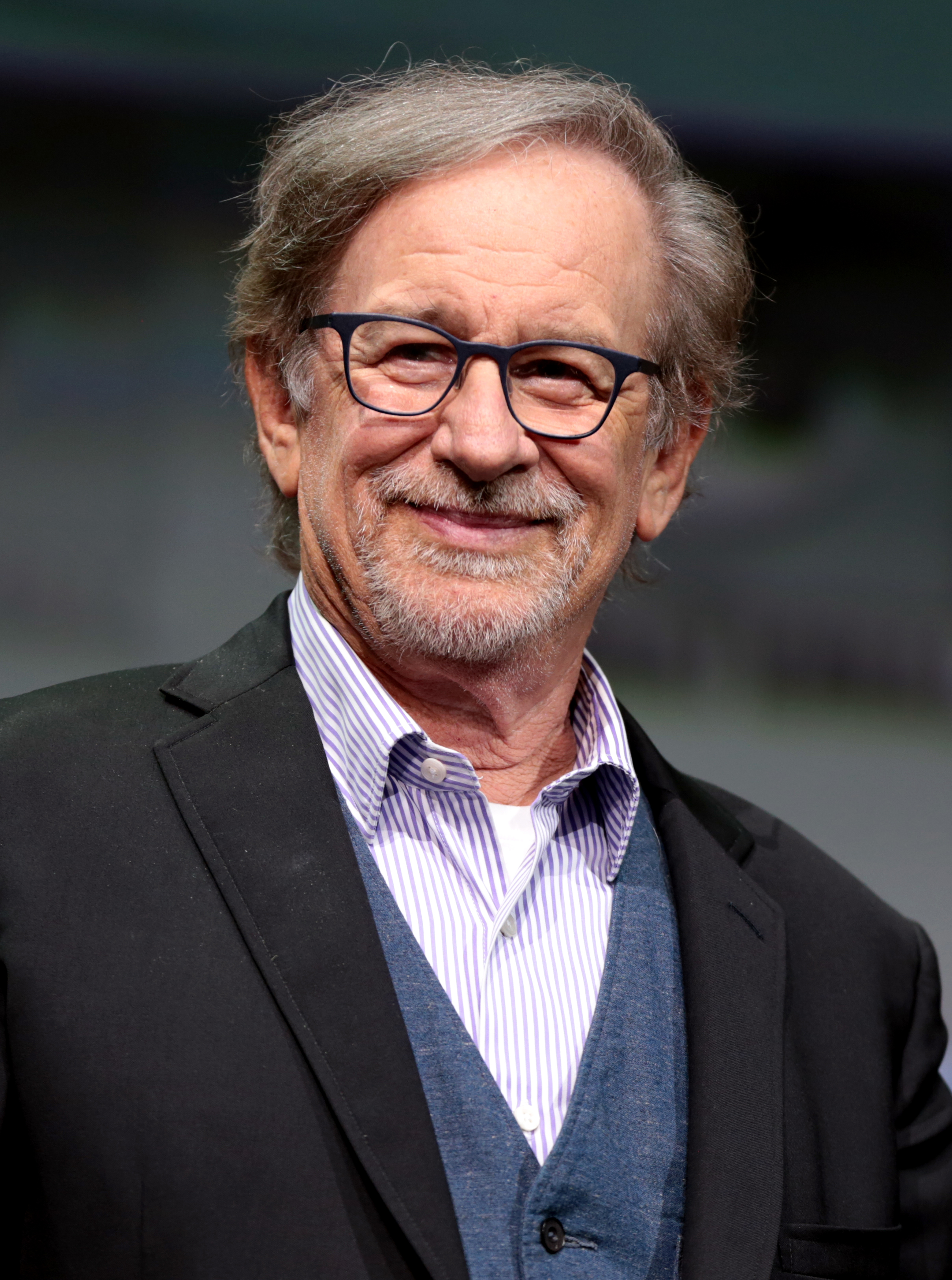
Режиссёр Стивен Спилберг не хотел включать в фильм отсылки к своим же произведениям, но всё же сослался на франшизы «Назад в будущее» и «Парк юрского периода».

«Первому игроку приготовиться» отдаёт дань уважения поп-культуре 1970-х, 1980-х, 1990-х, 2000-х и 2010-х годов; критики заметили в фильме более сотни отсылок к фильмам, телесериалам, музыке, игрушкам, видеоиграм, аниме и комиксам из этих временных промежутков. Когда выходила книга, у Клайна не возникало проблем из-за наличия в ней торговых марок, защищённых авторским правом, но для экранизации это стало препятствием. Задачу облегчила репутация Спилберга в киноиндустрии. В конце концов, по словам Спилберга, создатели заполучили права на 80 % от всего, что им хотелось включить в фильм. При этом они так и не смогли получить права на фильм «Близкие контакты третьей степени», также снятый Спилбергом и выпущенный компанией Columbia Pictures.
В книге важную роль играет Tomb of Horrors, один из сеттингов ролевой игры Dungeons & Dragons, — именно там герои получают медный ключ; в фильме же его место занимает автогонка в Нью-Йорке. При этом в картине присутствует отсылка к данному сеттингу: на фургон Эйча в реальном мире нанесено изображение демона из Tomb of Horrors.
Кроме того, из сюжета исчез фильм «Бегущий по лезвию», также игравший в книге важную роль. Одновременно с «Первому игроку приготовиться» в производстве находился «Бегущий по лезвию 2049», и продюсеры из Alcon Entertainment боялись, что проект Спилберга навредит прокату их фильма; в конечном итоге герои вместо «Бегущего по лезвию» отправляются в «Сияние» — таким образом Спилберг отдал дань уважения своему другу Стэнли Кубрику. Пенн и Клайн также считали возможным заменить столь затянутый эпизод на более динамичный. Решив использовать «Сияние», они поначалу думали, что Спилбергу эта идея не понравится, но тот оценил её положительно. В книге Клайна большое значение имел персонаж Ультрамен, но из-за авторских прав на него сценаристам пришлось заменить героя на Стального гиганта из одноимённого мультфильма и робота RX-78-2 Gundam. Спилберг признавал, что его прошлые фильмы были важной частью поп-культуры 1980-х годов, цитируемой в книге, и во избежание обвинений в «тщеславии» он решил не включать слишком много отсылок к своим собственным проектам. Клайн полагал, что Спилберг хотел избежать самоотсылок к своим же режиссёрским работам, принимая во внимание критику в адрес фильма «1941», в котором постановщик отсылался к таким фильмам, как «Челюсти» и «Дуэль». Клайну пришлось убеждать Спилберга всё же включить в проект, например, машину времени DeLorean из «Назад в будущее»; Спилберг всё же поддался, поскольку в этом случае он был не режиссёром, а продюсером. Спилберг также позволил показать тираннозавра Рекси из своего же «Парка юрского периода». Клайн попросил ILM сделать отсылку к фильму «Последний киногерой», одной из первых сценарных работ Пенна, однако Пенну он об этом не сообщил; на гоночной трассе есть кинотеатр, где висит афиша фильма под названием «Джек Слейтер» — так звали персонажа Арнольда Шварценеггера в «Последнем киногерое».

## Премьера

### Кинопрокат
Изначально «Первому игроку приготовиться» должен был выйти в прокат 15 декабря 2017 года. Однако 9 февраля 2016 года студия перенесла премьеру на 30 марта 2018 года во избежание конкуренции с фильмом «Звёздные войны: Последние джедаи». В январе 2018 года дата выхода сдвинулась на один день назад — на 29 марта. В тот же день фильм вышел в российский прокат. Мировая премьера состоялась 11 марта 2018 года в театре Paramount Theatre в Остине, штат Техас, в рамках конкурсной программы кинофестиваля South by Southwest. Warner Bros. занялась распространением ленты по всему миру, а Village Roadshow Pictures — на нескольких заграничных территориях. В то же время в массовой многопользовательской онлайн-игре Roblox проходило событие по мотивам фильма, победителем которого стал пользователь с ником r0cu.

### Выход на носителях
«Первому игроку приготовиться» вышел в цифровом формате 3 июля 2018 года, а на 4K Ultra HD Blu-ray, Blu-ray 3D, Blu-ray и DVD — 24 июля. На неделе, заканчивавшейся 27 июля, фильм благодаря продажам на Blu-ray и DVD в США занял первое место в рейтинге NPD VideoScan First Alert. На следующей неделе он сохранил лидерство.

## Восприятие

### Кассовые сборы
«Первому игроку приготовиться» по результатам проката собрал $ 137,7 млн в США и Канаде, а в других странах — $ 470,2 млн, в общей сложности собрав $ 607,9 млн по всему миру. По данным Deadline Hollywood, для выхода на окупаемость фильму требовалось собрать минимум $ 440 млн с учётом бюджета в $ 175 млн.
Согласно прогнозам, в США и Канаде «Первому игроку приготовиться» должен был за первые четыре дня собрать $ 40—50 млн в 3851 кинотеатре. В первый день фильм собрал $ 12,1 млн (с учётом $ 3,75 млн, заработанных в четверг). К концу дебютных выходных сборы составили $ 41,8 млн (в общей сложности за четыре дня — $ 53,7 млн). Во вторые выходные картина собрала $ 24,6 млн, заняв второе место по сборам после фильма «Тихое место», а в третьи — $ 11,5 млн, сместившись на четвёртое место.

### Отзывы критиков
По данным агрегатора Rotten Tomatoes, 
72 % из 443 обзоров были положительными, со средней оценкой 6,8 из 10. Сайт обобщает мнения критиков так: «„Первому игроку приготовиться“ — приятный ностальгический аттракцион, подчёркивающий сильные стороны Спилберга и дополняющий его фильмографию очередным захватывающим приключением». На Metacritic средневзвешенная оценка фильма составляет 64 балла из 100 на основе 56 рецензий, что соответствует критерию «в основном положительные отзывы». Зрители, опрошенные для CinemaScore, дали фильму среднюю оценку «A−» по шкале от «A+» до «F», а сервис PostTrak опубликовал 82 % положительных отзывов, причём 65 % опрошенных заявили, что порекомендовали бы картину к просмотру. Российский агрегатор рецензий «Критиканство» присвоил фильму 75 баллов из 100 на основе 67 рецензий.
В обзоре для сайта RogerEbert.com Брайан Таллерико написал, что «ошеломляющий» тон и непрекращающееся действие фильма понравятся поклонникам поп-культуры; при этом он отметил недостатки повествования, такие как отсутствие глубины у второстепенных персонажей, которое, однако, не мешает фильму работать «на уровне мастерского с технической точки зрения блокбастера, определённого Спилбергом». Оуэн Глейберман в рецензии для Variety назвал картину «усладой для глаз поклонников поп-культуры», а сцену в «Сиянии» — «неотразимой». Ему всё же не понравилось то, как виртуальный мир отделён от реального — между ними не видно противоречия или границы. По мнению критика, в картине «больше действий, чем слоев».. Журналист IndieWire Эрик Кон охарактеризовал фильм как «захватывающее научно-фантастическое зрелище и безудержный ностальгический трип», похвалив эпизод в «Сиянии» и сценарий Пенна, а в особенности персонажа Мендельсона. Тем не менее, он отметил, что фильм «в последней трети превращается в какую-то кучу-малу».
Алисса Уилкинсон с сайта Vox положительно оценила количество и качество деталей при миропостроении. Она также отметила, насколько мрачным является показанное будущее, в котором главные герои сражаются за спасение ОАЗИСа и побег из реальности, не беспокоясь о проблемах настоящего мира. Кино- и телекритик Мэтт Золлер Сайтц похвалил «Первому игроку приготовиться», отметив грустный подтекст ленты. Сайтц также заявил, что проект — «это каша, но увлекательная и замысловатая каша». В марте 2019 года, через год после премьеры картины, Сайтц отметил, что «Первому игроку приготовиться» благодаря своим высказываниям на темы капитализма и поп-культуры стал вторым после фильма «Чёрная пантера» самым «интересным [и] содержательным» крупнобюджетным фэнтези в 2018 году, признавшись, что «я всё ещё много думаю о [„Первому игроку приготовиться“], особенно оглядываясь на мир вокруг себя».
Журналистка The Guardian Моника Кастильо более критично отнеслась к фильму, обратив внимание на отсутствие арок персонажей, объяснения сюжетных дыр романа и изобилие тривиальных моментов в сценах. Алонсо Дюральде из TheWrap посетовал на недостаток поп-культурных отсылок и сравнил свой опыт от просмотра с «бомбардировкой картинками, подкреплённой отсутствием интересной истории и раздражённой моим собственным культурным прошлым». Сорен Андерсен из The Seattle Times раскритиковал хронометраж и визуальную составляющую. «Я посмотрел „Первому игроку приготовиться“, и теперь моим глазам нужен отпуск», — написал он.
Кинокритик Антон Долин положительно оценил звук, спецэффекты и актёрскую игру. По его словам, «возможно, это и не гениальный фильм, но видно невооружённым глазом: это фильм гения». Журналист «Игромании» Евгений Пекло остался доволен сюжетом, количеством пасхалок, экшен-сценами и виртуальным миром ОАЗИСа — по его словам, «это пиршество фантазии, это триумф гик-культуры, визуальная эйфория». Дмитрию Злотницкому, автору журнала «Мир фантастики», понравились многочисленные отсылки к произведениям Джеймса Кэмерона, Роберта Земекиса, Стэнли Кубрика и самого Спилберга, различным компьютерным играм и комиксам. Ему не понравилось только слишком малое количество событий в реальном мире. «Это, впрочем, единственное, за что фильм хочется не покритиковать даже, а слегка пожурить», — сказал критик.

### Включение в списки
По итогам 2018 года многие издания — в том числе Forbes, DTF, Time Out, «Канобу» и «Мир фантастики» — включили «Первому игроку приготовиться» в свои списки лучших фильмов 2018 года.

### Награды и номинации
| Награда                                             | Дата церемонии вручения | Категория                                                           | Получатель(-и)                                                                         | Результат | Прим.   |
| --------------------------------------------------- | ----------------------- | ------------------------------------------------------------------- | -------------------------------------------------------------------------------------- | --------- | ------- |
| Teen Choice Awards                                  | 12 августа 2018         | «Выбор фильма: Научная фантастика»                                  | «Первому игроку приготовиться»                                                         | Номинация | [ 117 ] |
| Teen Choice Awards                                  | 12 августа 2018         | «Выбор киноактёра: Научная фантастика»                              | Тай Шеридан                                                                            | Номинация | [ 117 ] |
| Teen Choice Awards                                  | 12 августа 2018         | «Выбор киноактрисы: Научная фантастика»                             | Оливия Кук                                                                             | Номинация | [ 117 ] |
| Teen Choice Awards                                  | 12 августа 2018         | «Выбор новой кинозвезды»                                            | Оливия Кук                                                                             | Номинация | [ 117 ] |
| «Выбор критиков»                                    | 13 января 2019          | «Лучшие визуальные эффекты»                                         | «Первому игроку приготовиться»                                                         | Номинация | [ 118 ] |
| Премия Общества специалистов по визуальным эффектам | 5 февраля 2019          | «Лучшие визуальные эффекты в фотореалистичном фильме»               | Роджер Гайетт, Дженнифер Мейслон, Дэйв Ширк, Мэттью Э. Батлер и Нил Корбоулд           | Номинация | [ 119 ] |
| Премия Общества специалистов по визуальным эффектам | 5 февраля 2019          | «Лучший анимационный персонаж в фотореалистичном фильме»            | Дэйв Ширк, Брайан Кантуэлл, Хон Чонсын и Ким Оой (за «Артемиду»)                       | Номинация | [ 119 ] |
| Премия Общества специалистов по визуальным эффектам | 5 февраля 2019          | «Лучшее окружение в фотореалистичном фильме»                        | Мерт Ямак, Стэнли Вонг, Джоана Гарридо и Дэниел Гажиу (за «отель „Оверлук“»)           | Победа    | [ 119 ] |
| Премия Общества специалистов по визуальным эффектам | 5 февраля 2019          | «Лучшая виртуальная операторская работа в фотореалистичном проекте» | Даниэль Бижи, Эдмунд Коллён, Матьё Виг и Жан-Баптист Нуайо (за «гонку в Нью-Йорке»)    | Победа    | [ 119 ] |
| Премия Общества специалистов по визуальным эффектам | 5 февраля 2019          | «Лучшая модель в фотореалистичном или анимационном проекте»         | Джузеппе Латерца, Ким Линдквист, Мауро Джакомаццо и Уильям Галлио (за DeLorean DMC-12) | Номинация | [ 119 ] |
| BAFTA                                               | 10 февраля 2019         | «Лучшие визуальные эффекты»                                         | Мэттью Э. Батлер, Грэди Кофер, Роджер Гайетт и Дэйв Ширк                               | Номинация | [ 120 ] |
| «Спутник»                                           | 22 февраля 2019         | «Лучшие визуальные эффекты»                                         | «Первому игроку приготовиться»                                                         | Номинация | [ 121 ] |
| «Оскар»                                             | 24 февраля 2019         | «Лучшие визуальные эффекты»                                         | Роджер Гайетт, Грэди Кофер, Мэттью Э. Батлер и Дэйв Ширк                               | Номинация | [ 122 ] |
| «Сатурн»                                            | 13 сентября 2019        | «Лучший научно-фантастический фильм»                                | «Первому игроку приготовиться»                                                         | Победа    | [ 123 ] |
| «Сатурн»                                            | 13 сентября 2019        | «Лучший режиссёр»                                                   | Стивен Спилберг                                                                        | Номинация | [ 123 ] |
| «Сатурн»                                            | 13 сентября 2019        | «Лучшая музыка»                                                     | Алан Сильвестри                                                                        | Номинация | [ 123 ] |
| «Сатурн»                                            | 13 сентября 2019        | «Лучшие спецэффекты»                                                | «Первому игроку приготовиться»                                                         | Номинация | [ 123 ] |

## Анализ

### Название фильма
В случае с «Первому игроку приготовиться» студия не стала менять название первоисточника, в отличие от фильма «Грань будущего», который основан на ранобэ All You Need Is Kill. В фичуретке «Game Changer: Cracking the Code», прилагавшейся к изданию фильма на Blu-ray, Клайн объяснил смысл названия так:
Заголовок «Первому игроку приготовиться» вдохновлён классическими аркадными играми. Когда в старый автомат вставляют четвертак, на экране появляется надпись «Приготовьтесь, первый игрок», и это последнее, что человек видит перед погружением в двухмерный мир игры. Иногда может быть написано как это, так и «Первый игрок, приготовьтесь», но мне нравится мысль, что это такое объявление: «Итак, сейчас вы окажетесь в другом мире». Оригинальный текст (англ.)The title Ready Player One was inspired by old, classic arcade games. When you used to put your quarter into an old arcade game it would often say, «Ready, player one», and that was kind of the last thing that you would see before you were immersed in this two-dimensional world of the video game. Sometimes it would say, «Player one, ready», or «Ready, player one», but I love that idea of that being like a message to announce that, «All right, now you're entering another world».

### Квесты Холлидея
В сюжете картины фигурируют три ключа, спрятанные Джеймсом Холлидеем в ОАЗИСе и дающие тому, кто их найдёт, право владения игрой. В статье Screen Rant объясняется смысл всех трёх квестов, за выполнение которых ключи даются. Так, по мнению автора статьи, первым квестом Холлидей хотел сказать, что необходимо «мыслить нестандартно, принимать великие истины и не бояться совершать ошибки»; второй квест доносит мысль о том, что надо учиться на своих ошибках и поступать правильно; а третий говорит, что главная цель — не победа, а получение удовольствия от игры. Мысли о том, что важна именно игра и получение удовольствия от процесса, придерживается в своей статье и аспирант МГУ Я. И. Климов. По получении всех трёх ключей Уэйда ждёт последняя проверка — ему предлагают подписать тот же контракт, что подписывал Морроу, когда уходил из Gregarious Games. Отказавшись, Уэйд доказывает Холлидею, что достоин победы. Таким образом создатель хотел проверить игрока на честность, ведь конечной целью Холлидея был поиск достойного преемника.

### Реальный и виртуальный миры
В фильме на реальном мире сделано не так много акцента, как в книге, однако и тут есть простор для анализа. Screen Rant описывает показанную в «Первому игроку приготовиться» реальность как «настоящую антиутопию», единственный выход из которой — ОАЗИС. Таким образом виртуальный мир становится идеальным местом для капиталистов, где можно манипулировать отчаявшимися людьми. В самом ОАЗИСе авторы статьи усмотрели параллель с зависимым от Интернета обществом и отметили, что это лучше всего показывает акцент на ностальгии. Автор сайта «Кино под углом» считает, что уход героев в виртуальный мир является примером подмены ценностей: «Зачем заниматься собственной жизнью и саморазвитием в реале, если в игре всё гораздо проще и интереснее?».

## Наследие
В 2020-х годах показанный в «Первому игроку приготовиться» виртуальный мир, в котором главенствует поп-культура, сравнивали со вкладом компании Meta в развитие метавселенной. После презентации гарнитуры смешанной реальности Apple Vision Pro в 2023 году многие сравнивали их дизайн со шлемами, показанными в фильме. Промо-ролик от Apple, показанный на презентации Vision Pro, повторял сцену из «Первому игроку приготовиться», в которой Уэйд Уоттс надевает гарнитуру для входа в ОАЗИС.

## Продолжение
На вопрос о продолжении фильма Клайн в интервью ответил: «Я думаю, есть шанс, что, если первый фильм хорошо себя покажет, Warner Bros. захочет снять сиквел. Не знаю, захочет ли Стивен [Спилберг] вернуться в эту вселенную, зная, на что он подписывается. По его словам, из десятков и десятков картин, над которыми он работал, это третья по сложности». 24 ноября 2020 года Клайн выпустил продолжение книги, роман «Второму игроку приготовиться». Писатель консультировался со Спилбергом по поводу финальной версии произведения и потенциальной экранизации.
22 декабря 2020 года Клайн заявил, что продолжение фильма находится на ранней стадии разработки. В марте 2024 года Спилберг подтвердил, что работа над фильмом всё ещё ведётся, но он сам не будет режиссёром, а лишь спродюсирует проект.